# Портной, Идель Шамшович
Идель Шамшович Портной (1916 — 2013) — советский военнослужащий, единственный кавалер пяти орденов Отечественной войны I степени, полковник, политрук.

## Биография
В 1934 закончил 10 классов средней школы. С 1934 по 1938 работал на сахарном заводе рабочим, бондарем в промышленной артели. С 1938 по 1940 работал в редакции районной газеты «Коммуна» печатником и заведующим массовым отделом. С 1939 являлся членом ВКП(б). С 1940 до 1941 работал уполномоченным областного управления по делам литературы и издательств по Сатановскому району. 
С июля 1941 на фронтах Второй мировой войны. Участвовал в боях на Южном, Юго-Западном, Донском (Сталинградском), 3-м Белорусском и 1-м Дальневосточном фронтах. Начал войну курсантом Киевского военно-политического училища. Участвовал в обороне Киева, Ворошиловграда. В 1942 окончил ускоренные курсы политических работников в городе Можга. С мая по август 1942 участвовал на Юго-Западном фронте политруком 127-го стрелкового полка Уральской дивизии в обороне Харькова. С августа 1942 по февраль 1943 участвовал в обороне Сталинграда (в том числе в районе тракторного завода и Горной Поляны, где 30 октября 1942 получил лёгкое ранение), потом в освобождении Ростова-на-Дону. В одном из боёв уничтожил десять фашистов, троих убил в рукопашной схватке.
В 1944 закончил Котласское училище самоходной артиллерии. С 1944 по 1945 в составе 395-го Гвардейского тяжёлого самоходного артиллерийского полка освобождал Витебск, Латвию, Восточную Пруссию. В марте 1945 в боях в Восточной Пруссии получил тяжёлое ранение, после выписки из военного госпиталя был направлен на Дальний Восток для участия в боевых действиях против Квантунской армии. В составе 1-го Дальневосточного фронта освобождал от японской армии Северный Китай и Северную Корею. В одном из боёв сбил вражеский самолёт из пулемёта.
После войны остался на службе в рядах Советской армии, был демобилизован в августе 1958 с должности заместителя командира учебного танкового полка Дальневосточного военного округа. В том же году прибыл в Новосибирск, где и проживал до конца жизни. С сентября 1958 работал на разных должностях в системе пассажирского транспорта города. В 1986 вышел на пенсию.

### Звания
- старший лейтенант;
- капитан;
- гвардии[2] майор;
- подполковник;
- полковник.

### Награды
Все четыре ордена Отечественной войны I степени получил за боевые действия в течение одного года. Также все четыре представления, по которым он получил ордена Отечественной войны I степени, были представлениями на ордена Красного Знамени. Пятый орден Отечественной войны I степени получил на 40-летие Победы.